# Shirdi Sai Baba

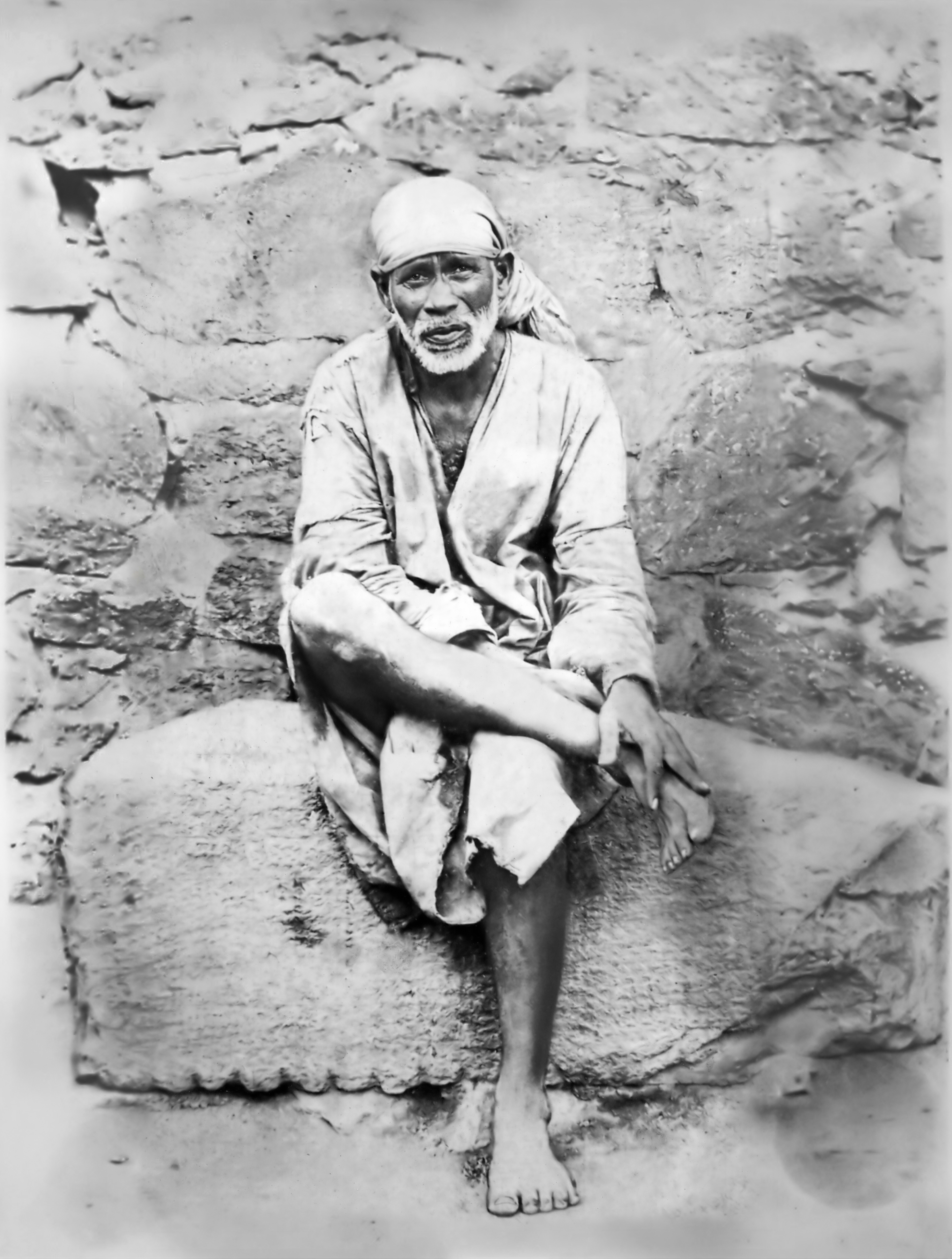
Shirdi Sai Baba

Sai Baba van Shirdi of Shirdi Sai Baba (?, omstreeks 1838 – Shirdi, 15 oktober 1918), geboren onder een onbekende naam, was een Indiase goeroe en fakir die door zijn hindoeïstische en islamitische volgelingen als een heilige beschouwd wordt. Hij was de originele Sai Baba uit de voormalige deelstaat Bombay, nu Maharashtra.
Sai Baba woonde in een moskee, is begraven in een mandir (Hindoetempel), omarmde diverse hindoe- en moslimgebruiken en had een taalgebruik dat elementen uit beide stromingen verenigde. Hij predikte tolerantie en gaf onderricht aan de hand van de Koran, de Bhagavad Gita en de Upanishad.
De weg van Sai Baba was de gurumarg, waarbij sprake is van totale overgave aan de goddelijke leermeester in de vorm van de goeroe. Sai Baba leert dat de overgave aan de Sadgoeroe de overgave aan God in onszelf is, overgave aan de leiding van het goddelijk zelf (Atma). De Sadgoeroe gidst ons op onze moeizame weg door het leven, onderweg naar ons doel van eenwording met het goddelijke. Shirdi Sai Baba heeft meerdere malen de weg naar zelfverwerkelijking beschreven als een reis door een jungle vol valkuilen en tijgers; een haast niet te volbrengen tocht. 'Maar met een gids is er geen gevaar, omdat deze de weg zelf al is gegaan'.

## Leven
De officiële biografen van Shirdi Sai Baba (met name zijn volgelingen Hemadpant en Narasimha Swami) stellen dat niet exact bekend is waar en wanneer Shirdi Sai Baba geboren is. Men neemt algemeen aan dat het rond 1838 geweest moet zijn. Shirdi Sai Baba kwam aan in het dorp Shirdi in de staat Maharashtra toen hij ongeveer zestien jaar oud was. Niemand kende zijn naam of wist waar hij vandaan kwam. Zelf heeft hij nooit over zijn jeugd willen vertellen, maar zijn volgeling Das Ganu is op onderzoek gegaan en kwam tot de conclusie dat Sai Baba waarschijnlijk was geboren in het dorpje Pathri in Maharashtra, en dat hij een tijdlang is opgevoed door de leraar Gopalrao Desmukh, een districtsbestuurder die een ashram leidde. Sai Baba leefde en stierf in Shirdi als bedelmonnik in een vervallen moskee. Deze moskee noemde hij Dwarakamai ("moeder Dwaraka"), een verwijzing naar de stad Dwaraka die door de hindoegod Krishna gesticht werd. Hij kreeg de naam "Sai" - wat "heilige" betekent - van een dorpsbewoner genaamd Mahalsapati, die de priester van de Khandobatempel was. Toen hij ouder was begonnen andere mensen "Baba" - wat "vader" betekent - achter zijn naam te plakken als eerbetoon.
Hij had zowel hindoe- als moslimtrekjes. Hij zei bijvoorbeeld vaak "Rama is Allah" op het moment dat hij een moskee binnentrad, en "Allah Malik hai" (God is de opperste heer) in een hindoetempel. Een van zijn favoriete gebeden uit het hindoeïsme is de Vishnu sahasranama. Deze samenvoeging van hindoeïsme en islam is niet ongewoon binnen de Indiase tak van de mystieke soefi-traditie, vandaar dat Sai Baba van Shirdi door velen als een soefi wordt gezien. Over zichzelf zei Shirdi Baba enerzijds vaak dat hij maar een eenvoudige fakir was, maar evenzogoed verklaarde hij dat hij in een vorig leven de mysticus Kabir was (1440–1518), dat hij een incarnatie van de god Dattatreya was, en heeft hij zich aan uiteenlopende volgelingen laten zien als diverse andere goden.

## Zijn religie, filosofie en werken
De overeenkomsten tussen het leven van Kabir en dat van Shirdi Sai Baba zijn opvallend; zo hadden beiden zowel hindoe- als moslimvolgelingen, gaven zij geen inwijdingen en stimuleerden de devotie tot God en de overgave aan de goeroe. Beiden noemden zij zich Gods dienaar, Gods slaaf, Gods toegewijde, fakir en zelfs God zelf. Evenals Kabir, die in de vijftiende eeuw in Benares leefde, nam Sai Baba afstand van alle sektarisch denken en bevorderde hij de eenheid tussen moslims en hindoes, in een roerige tijd waarin de godsdienststrijd tussen deze twee groeperingen op zijn hevigst was. Zijn volgelingen geloven dat Sai Baba wonderbaarlijke vermogens had, dat hij ook na zijn dood nog actief zal zijn en dat hij zelfs 'uit zijn graftombe' nog wonderen zal blijven verrichten. Hij verklaarde vlak voor zijn overlijden hierover tegen zijn volgelingen:
- Geloof mij, hoewel ik heenga, zullen mijn beenderen in mijn grafmonument jullie hoop en vertrouwen schenken. Niet alleen ik, maar ook mijn samadhi (tombe) zal spreken, wandelen en boodschappen overbrengen aan degenen die zich met heel hun hart aan mij overgeven. Wees niet bezorgd dat ik niet meer bij jullie ben. Jullie zullen mijn beenderen horen spreken om voor jullie welzijn te zorgen. Denk altijd aan mij en vertrouw met hart en ziel op mij, dan zul je zeer gezegend zijn.

Het belangrijkste heilige boek van de Shirdi Sai Baba-beweging is de Shri Sai Satcharita, geschreven door Govindrao Raghunath Dabholkar, die van Sai Baba de bijnaam Hemadpant kreeg. Het is een boek in een devotionele stijl dat verhaalt van Baba's leven, wonderen en werken. Baba zegt in dit boek:
- Als je mijn naam met liefde uitspreekt zal ik al je wensen vervullen en je toewijding doen toenemen. Als je oprecht mijn leven bezingt zal ik voor je, achter je en naast je zijn, want als je met hart en ziel aan mij gehecht bent, zul je je gelukkig voelen bij het horen van deze verhalen. Geloof me, als je mijn goddelijk spel bezingt, zal ik je oneindige vreugde en eeuwigdurende tevredenheid schenken. Het is mijn speciale eigenschap dat ik jou zal bevrijden als jij je volledig aan mij overgeeft, mij trouw vereert, mij steeds in gedachten houdt en voortdurend op mij mediteert. Hoe kan er dan nog plaats zijn voor wereldse zaken en gevoelens? Ik zal je uit de kaken van de dood rukken. Als je naar mijn verhalen luistert, zullen al je ziekten verdwijnen. Luister er dus met eerbied naar, mediteer erop en maak ze je eigen, dat is de weg naar geluk en tevredenheid. Je trots en egoïsme zullen verdwijnen, je gedachten zullen tot rust komen en als je met heel je hart in mij gelooft en op mij vertrouwt, zul je één zijn met het allerhoogste bewustzijn. Alleen al het in gedachten houden van mijn naam als 'Sai, Sai' zal voldoende zijn om je dwalingen van spreken en horen teniet te doen. — citaat uit de Nederlandse vertaling van de Shri Sai Satcharita

Shirdi Sai Baba sprak nooit veel en werd schijnbaar snel boos; er wordt zelfs verhaald dat hij zo nodig zijn leerlingen er lijfelijk van langs gaf. Maar volgelingen geloven dat hij alleen maar boosheid voorwendde om zijn volgelingen nederigheid te leren en ze op het juiste (spirituele) spoor te leiden. Hij wordt soms beschreven als excentriek.
Hij onderhield een eeuwig brandend vuur (dhuni) en verdeelde de as ervan (udhi) onder zijn volgelingen als medicijn en zegening. Met name in het hindoeïsme worden aan as diverse betekenissen toegeschreven.
Hij vroeg in latere jaren vrijwel altijd geld aan zijn bezoekers. Dit werd door hen gezien als een middel tot onthechting, soms als inlossing van onvervulde beloften die ooit gedaan en daarna vergeten waren, of als zegening. In enkele gevallen legde Sai Baba uit waarom hij van de een wel geld vroeg en van een ander niet. Van het geld dat hij kreeg gebruikte hij maar weinig voor zichzelf, hooguit iets om brandhout voor zijn vuur of wat tabak voor zijn chillimpijp te kopen, en wat overbleef gaf hij nog diezelfde dag aan mensen die het nodig hadden. Als iemand hem kostbare zaken wilde schenken werd Baba altijd boos en begon dan te schelden. Hij zei dat zijn bezit bestond uit een onderkleed, een mantel en een blikken pot en dat de mensen hem lastigvielen door hem onnodige, nutteloze en kostbare artikelen te geven.
Hij is begraven in een gebouw dat de "Samadhi Mandir" genoemd wordt, in het dorp Shirdi. Het gebouw was oorspronkelijk gebouwd door een rijke volgeling als gastenverblijf, met een tempel voor Krishna op de begane grond, maar is vóór de ingebruikname ingericht als mausoleum voor Baba's lichaam.

## Erfgoed
Sai Baba is een zeer geliefd heilige in India, met zijn gezicht de altaren, medaillons, reclameborden en zelfs auto's van zowel hindoe als moslim sierend.
Hij wordt herkend in heel India, al zijn zijn volgelingen vooral vertegenwoordigd in de staat Maharashtra, waar hij stierf en waarschijnlijk ook geboren werd. De Samadhi Mandir waar hij begraven is markeert een bekend oord voor pelgrims.
De in 2011 overleden Indiase goeroe Sathya Sai Baba, die ook in Nederland volgelingen heeft, verklaarde een reïncarnatie te zijn van Shirdi Sai Baba. Volgelingen van Sathya Sai Baba erkennen Shirdi Sai Baba als een heilige, maar andersom meestal niet.

## Trivia
- Zijn Hindoeïstische volgelingen zien hem als een avatara of incarnatie van Shiva en Dattatreya.
- In 1977 is er een Bollywoodfilm gemaakt over zijn leven, met Sudhir Dalvi in de titelrol.
- Een Telugufilm, uit 2003 [1] bevat ook materiaal over Sai.
- Shirdi Sai Baba is een prominent personage in het Suske en Wiske-stripboek Lambik Baba. Sommige woorden die de tekenaar Shirdi Sai Baba in de mond legt komen echter van de Indiase goeroe Sathya Sai Baba.
- In Olst staat een Shri Sai Baba mandir.